# Gérard Freebairn Vultee
Gérard Freebain Vultee, detto Jerry (New York, 1900 – Sedona, 29 gennaio 1938), è stato un ingegnere statunitense, fondatore e capo progettista della Vultee Aircraft Company.

## Biografia
Nacque a Brooklyn, New York, nel 1900 e a partire dall'infanzia dimostrò un grande interesse per il mondo aviazione, realizzando modelli di velivoli. Frequentando i Fratelli Wright, che operavano da Kitty Hawk,  ebbe l'opportunità di guardare crescere l'aviazione civile e militare. Nel 1912 la sua famiglia si trasferì a Ocean Park, California, compiendo gli studi iniziali presso la Polytecnic High School di Los Angeles, continuati poi, tra il 1921 ed il 1923,  presso il California Institute of Technology, dove studiò scienza dell'aviazione. Da studente realizzò il progettò e costruì un velivolo in scala normale, designato "Glider Tal". Nel 1923 Art Mankey, allora capo della divisione ingegneristica della Douglas Aircraft, lo assunse come ingegnere aeronautico strutturale. Alla Douglas prestava servizio anche "Jack" Northrop, che in quel momento stava lavorando sull'idea di un velivolo commerciale per il trasporto passeggeri, il Vega. In quel momento l'azienda stava realizzando solo progetti militari, e Northrop presentò la sua idea ad Alan Loughead, proprietario della Lockheed Aircraft Corporation. Nel giugno 1928 Northrop invitò Vultee ad unirsi a lui per realizzare il Vega, che divenne subito uno dei velivoli più popolari del momento, apprezzato da Wiley Post, Amelia Earhart e Charles Lindbergh.
Nello stesso anno Northrop lasciò la giovane azienda, e Vultee divenne capo progettista della ditta, realizzando su richiesta di Lindbergh il Lockheed 8 Sirius. La progettazione del velivolo lo fece conoscere nell'ambiente aeronautico, portandogli un po' di notorietà. L'aereo presentava alcune innovazioni come: cofanatura aerodinamica del propulsore, carrello d'atterraggio completamente retrattile, pannelli di fusoliera sostituibili, parabrezza a V, e grandi flap Vultee nelle ali che gli permettevano di ridurre la velocità di atterraggio.
Con l'arrivo della Grande depressione, nel 1929, il controllo della Lockheed fu acquisito dalla Detroit Aircraft Corporation. Nel 1931 la ditta fu messa in amministrazione controllata, e Vultee fu sostituito come capo ingegnere da Richard Von Hake. Disoccupato, nell'ottobre dello stesso anno accettò di lavorare presso il Curtiss-Wright Technical Institute di Glendale dove tenne corsi di ingegneria e progettazione. Successivamente accettò il posto di capo ingegnere presso la EM Smith Corporation (EMSCO) di Downey. Ma la depressione soffocò i nuovi progetti della EMSCO, tanto che egli lasciò la società per andare alla ricerca di capitali finanziari con cui realizzare alcune idee che lui, e Vance Breeze, avevano in mente per realizzare un monomotore da trasporto per sei passeggeri, il V-1 (V per Vultee).
La ricerca di capitali finì quando nel settembre 1931 incontrò l'industriale Errett Lobban Cord. Cord, a capo della Cord Corporation, possedeva due compagnie aeree, la Stinson Aircraft Company e Lycoming Engines, due società automobilistiche, Auburn Automobile Company e Duesenberg Inc., e cinque altre fabbriche produttrici di propulsori.  Nei primi mesi del 1931 Cord aveva fondato due compagnie aeree e vedeva nel Vultee V-1 l'ideale aereo da trasporto ad alta velocità con cui sostituire i trimotori Stimson allora in servizio. Nel gennaio 1932 venne costituita la sussidiaria Airplane Development Corporation, con “Jerry” Vultee come capo ingegnere. La nuova società iniziò subito a lavorare sul prototipo del V-1 in un hangar di Burbank, e non aveva ancora compiuto il primo volo quando ottenne un ordine per dieci esemplari dalla American Airways. Il prototipo fu completato nel 1933, è divenne il più veloce aereo del tipo, con una velocità massima di 235 mph. La versione leggermente modificata destinata alla American Airlines venne designata V-1A. Il regolamento per l'aviazione civile emesso del governo federale, stabiliva che tutti i velivoli da trasporto passeggeri dovessero essere plurimotori, e ciò causo il temporaneo blocco dello sviluppo del velivolo.
Nel 1934 il Congresso americano approvò la legge sul trasporto della posta aerea (Air Mail Act of 1934), che proibiva a qualsiasi contraente del trasporto postale di detenere una qualsiasi partecipazione in un'altra impresa aeronautica, tranne che nella gestione dei campi d'aviazione. Come risultato l'Aviation Corporation dovette vendere l'American Airways, subito ribattezzata American Airlines. Inoltre la Cord Corporation dovette essere ristrutturata. Il 30 novembre 1934 l'Aviation Manufacturing Company, inclusa la Vultee's Airplane Development Corporation, divenne una divisione della Aviation Corporation (AVCO) e la gerarchia aziendale prevedeva la seguente linea Aviation Company-Aviation Manufacturing Company-Airplane Development Company. L'AMC venne liquidata il 1º gennaio 1936 e la Vultee Divisione Aircraft venne costituita come società autonoma dell'AVCO. Gérard Vultee venne nominato vice presidente e ingegnere capo della Aviation Manufacturing Company, iniziando a progettare un bombardiere destinato all'esportazione. Vultee acquistò poi gli assetti della defunta AMC, incluse Lycoming e Stinson Aircraft Company.
Gli stabilimenti di Glendale si dimostrarono insufficienti per la produzione e nel giugno 1936 l'azienda si trasferì in uno stabilimento abbandonato a Downey, California. Nel frattempo Vultee e Vance Breese avevano progettato il V-1 per soddisfare le esigenze di American Airlines e creato il V-1A, capace di trasportare otto passeggeri. La American Airlines ordinò 11 V-1A ma il piano di acquisizione fallì a causa di problemi di sicurezza circa gli aereo monomotori da trasporto passeggeri, e il successivo avvento dei bimotori Douglas DC-2 e DC-3.  La licenza di costruzione del velivolo venne venduta all'Unione Sovietica.  Jerry” Vultee ridisegnò il V-1 trasformandolo nel velivolo da attacco V-11, destinato all'United States Army Air Corps, che ricevette alcuni ordini iniziali.
Nel 1937 Vultee dirigeva la sua propria fabbrica di Downey, California, che contava un portafoglio di ordini relativo a V-1, V-1A e V-11 del valore di un milione di dollari. Il 29 gennaio 1938, prima che potesse vedere la società diventare indipendente, Jerry Vultee e sua moglie Sylvia Parker, figlia di Max Parker, regista della Twentieth Century Fox, morirono quando il suo aereo personale,, che stava personalmente pilotando, precipitò in una tempesta di neve vicino a Sedona, Arizona.
Jerry Vultee aveva incontrato l'esordiente attrice Sylvia Parker mentre faceva surfing nel sud della California. I due si sposarono il 19 gennaio 1935, partendo per la luna di miele a Città del Messico a bordo del nuovo Vultee V-1A.

## Progetti
- Lockheed Vega
- Lockheed Sirius
- Vultee V-1
- Vultee V-11